# 面罩

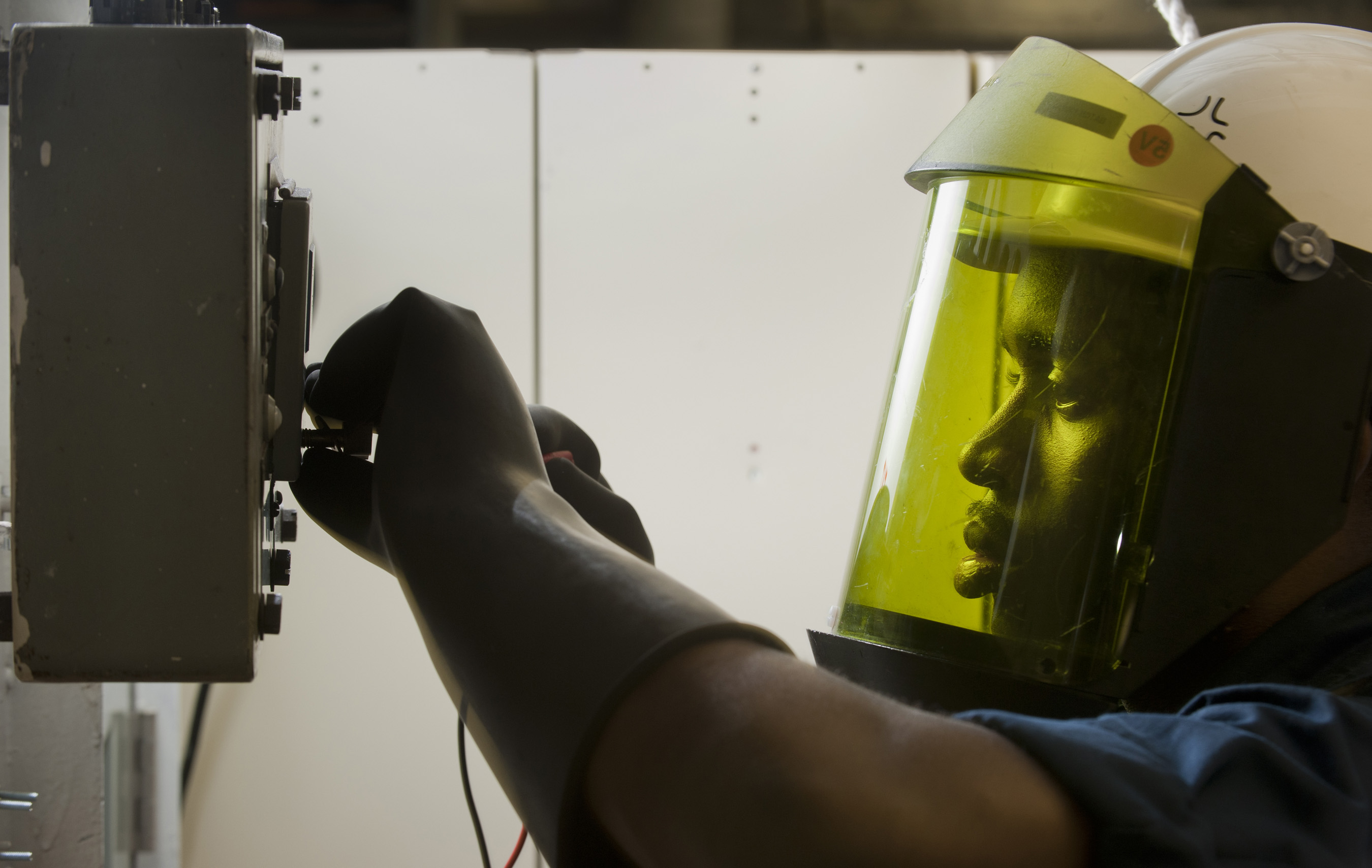
一名美国海军電工戴着面罩检查照明面板上的保险丝是否损坏

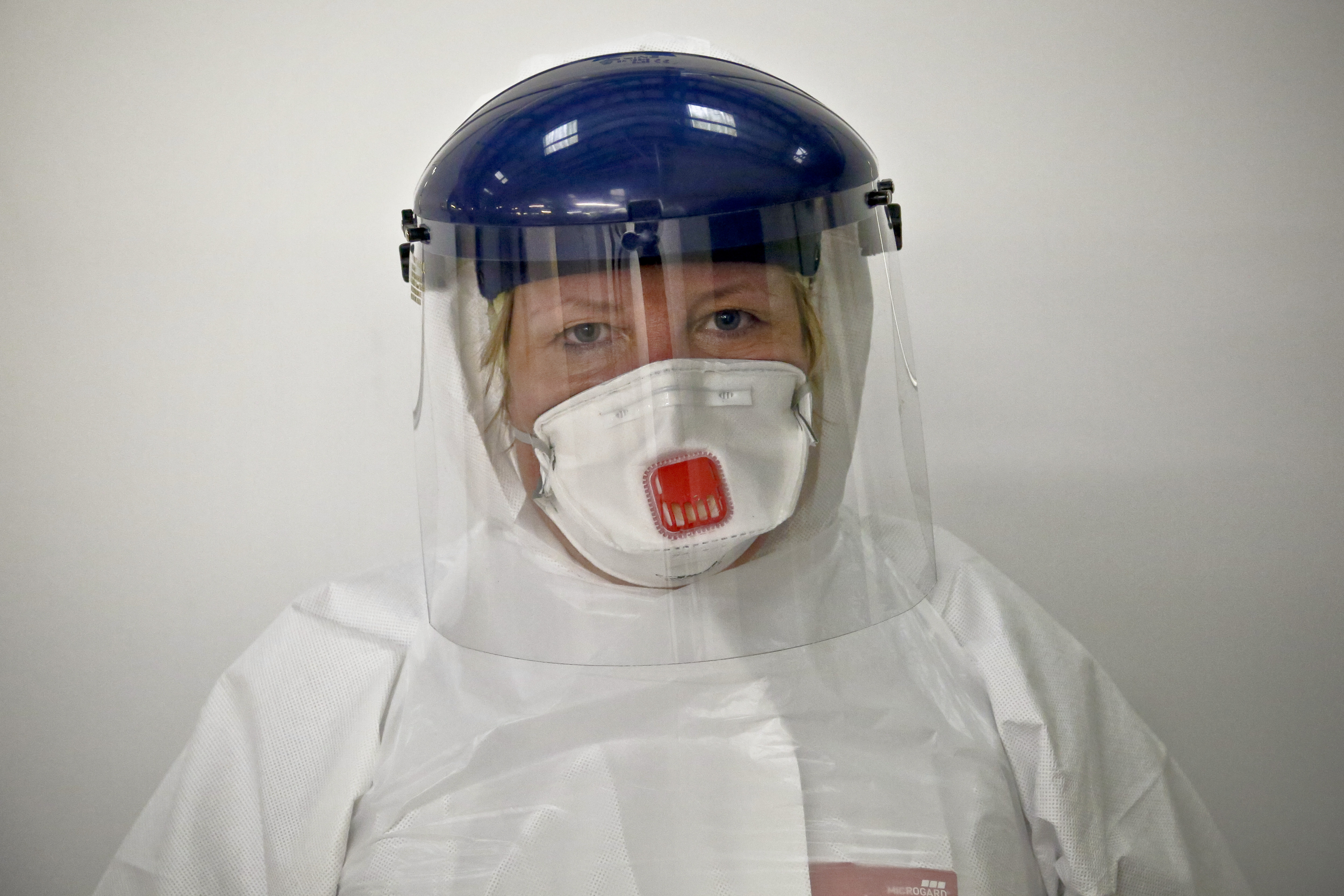
一名护士在2014年塞拉利昂埃博拉疫情期间佩戴的面罩

面罩是一种防具，旨在保护佩戴者的整个面部免受诸如拋體、道路碎片、实验室中化学品飞溅或醫院內潜在的病毒或細菌造成的傷害。

## 醫療
在醫療應用中，面罩是指在可能將醫療專業人員暴露於血液或其他潛在傳染性液體的過程中用於保護醫療專業人員的各種設備。一個例子是在進行人工呼吸或心肺復甦時使用CPR面罩。另一個例子是使用個人防護設備來保護面部免受潛在傳染性物質的影響。
在2019冠狀病毒病疫情期間，來自86個國家/地區的人們自願生產防具以補充傳統供應鏈 - 其中許多已中斷。他們使用 3D 打印、激光切割、注塑成型等技術共生產了 2500 萬個面罩。